# Mistrzostwa Świata w Szermierce 1925
Mistrzostwa Świata w Szermierce 1925 – 4. edycja mistrzostw odbyła się po raz drugi w belgijskim mieście Ostenda.

## Klasyfikacja medalowa
| Lp. | Państwo | złoto | srebro | brąz | Razem |
| --- | ------- | ----- | ------ | ---- | ----- |
| 1   | Węgry   | 1     | 1      | 1    | 3     |

## Medaliści

### Mężczyźni
| Złoto       | Srebro        | Brąz              |
| Szabla      |               |                   |
| János Garay | Jenő Uhlyárik | Attila Petschauer |